# Jumbo (elefante)
Jumbo (del suajili: Jambo, ‘Hola’), también conocido como El Rey de los elefantes (Eyalato de Egipto, c. 25 de diciembre de 1860-Saint Thomas, 15 de septiembre de 1885), fue un elefante africano que se hizo mundialmente conocido gracias a la prensa. En 1861 fue capturado en Abisinia y estuvo en París, Londres, Nueva York y finalmente en Ontario (Canadá), atrayendo en todas partes mucho público. Murió en 1885 al ser atropellado por una locomotora.
Ya en vida y tras su muerte se fraguó una leyenda a su alrededor, y su nombre está asociado mundialmente a lo grande, ya que llegó a medir 3,2 metros de alto y pesó 6 toneladas.

## Origen
Cuando fue capturado en 1861 en Abisinia tenía un año de edad y medía un metro de alto. El bávaro Sammler Johann Schmidt lo envió junto con un congénere a París, donde fue alojado en la Ménagerie du Jardin des plantes. En 1865, cuando contaba con una altura de más de 125 cm de alto, fue intercambiado por un rinoceronte del Zoológico de Londres, a donde llegó el 26 de junio.

## Carrera

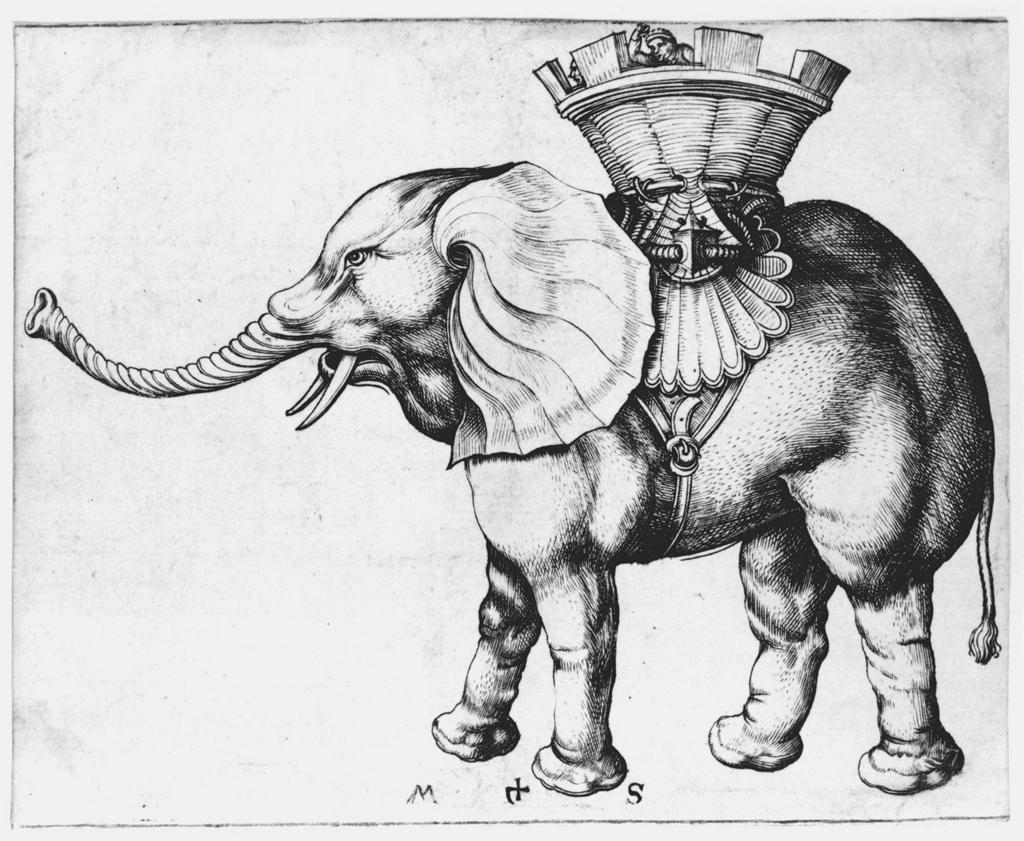
Martin Schongauer: Elefante.

Los elefantes africanos habían aparecido muy raras veces en la historia moderna de Europa. Jumbo es el tercero del que se conservan vestigios escritos. Luis IX de Francia le regaló uno a Enrique III de Inglaterra, que hasta su muerte vivió en la casa de fieras de la Torre de Londres. A Luis XIV le regaló un elefante africano al rey de Portugal en 1668. Las representaciones del siglo XV, como por ejemplo un grabado de Martin Schongauer (1450-1491), muestran elefantes que por el tamaño de sus orejas se puede decir que son africanos, aunque las fuentes escritas son contradictorias.

### Londres
Jumbo llegó a Londres. Su nombre significa en suajili «hola», y supuestamente se lo puso su cuidador Matthew Scott. Se convirtió en los siguientes dieciséis años en una atracción del zoo de Londres. Creció hasta tener un tamaño impresionante de cuatro metros de altura. Dejaba a los niños subirse a su grupa. Se dice que durante esta época se montaron sobre él más de un millón de niños, entre ellos Winston Churchill, Theodore Roosevelt y muchos retoños de la nobleza europea. A causa de la considerable atención que recibió de la prensa se hizo extremadamente popular en Gran Bretaña.
En la pubertad Jumbo padeció de la perturbación conocida como musth, que hasta hoy no ha sido investigada completamente, por la que elefantes en condiciones normales pacíficos se vuelven erráticos e incluso agresivos. Jumbo destrozó su caseta y no dejaba que se acercase nadie excepto su cuidador Scott. Por este motivo se consideró peligroso que subieran más niños a su grupa y la dirección dijo a sus empleados que se le podía disparar en caso de emergencia.

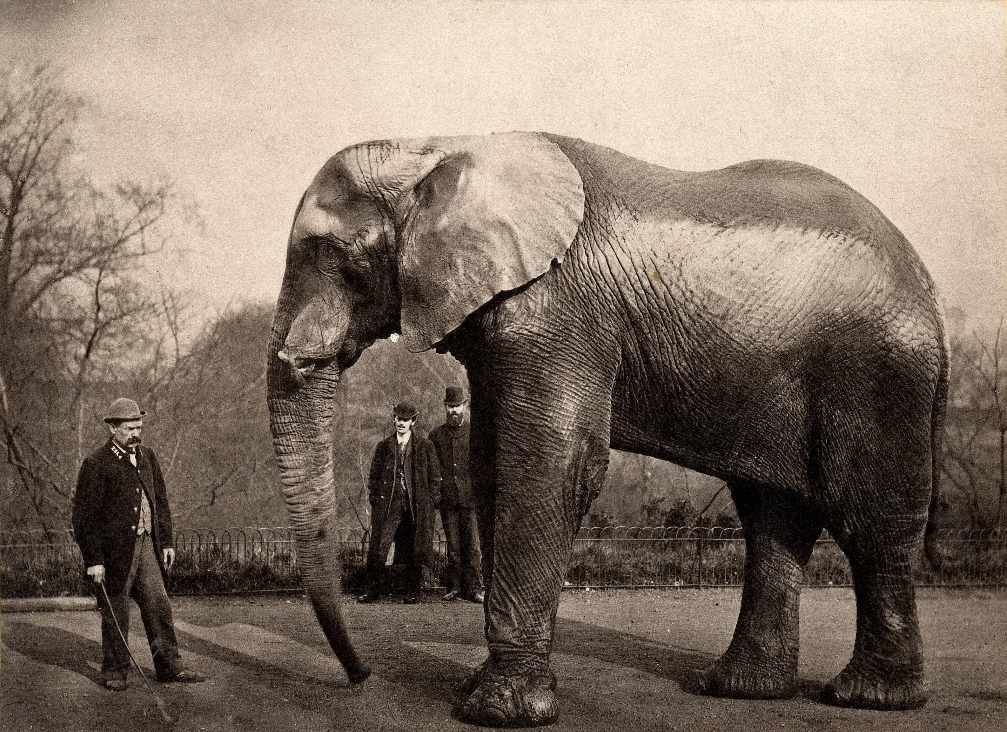
Jumbo (der.) fotografiado junto a su cuidador Matthew Scott (izq.); Londres/Nueva York, junio de 1882.

En esta época el director circense Phineas Taylor Barnum realizó una oferta por Jumbo de diez mil dólares, una cifra enorme para la época, que el zoológico aceptó y que, como la prensa reportó, indignó a la nación británica. Personalidades célebres de la vida pública, como por ejemplo John Ruskin, lucharon por revisar legalmente el acuerdo, sin éxito.

### Estados Unidos
El 24 de marzo Jumbo fue embarcado en el Assyrian Monarch hacia Nueva York. El 9 de abril de 1882 llegó a suelo estadounidense, acompañado por Matthew Scott. Allí un desfile circense le acompañó por Broadway hasta el Madison Square Garden.
El director circense Barnum había adquirido un elefante que no podía realizar malabares. Los elefantes africanos, al contrario que los asiáticos, no se pueden amaestrar. Sin embargo Barnum consiguió, solo con la presentación del enorme animal, durante una gira de tres años por los Estados Unidos y Canadá, atraer a unos nueve millones de personas.
Esta gira con la Sangers Royal British Menagerie and Grand International Alliede Shows – Barnum, Bailey and Hutchinson alcanzó como coste de transporte una cantidad de cinco cifras en dólares, pues Barnum hizo que Jumbo viajase junto a un elefante enano llamado Tom Thumb en un «coche palacio» de construcción propia. Sin embargo Barnum obtuvo, de las visitas de pago y los niños que subían a su lomo, ganancias de medio millón de dólares en tres años.

### Fallecimiento
El 15 de septiembre de 1885 Jumbo murió en la estación de St. Thomas, Ontario, aparentemente debido a un error en el cambio de agujas, fue atropellado por la locomotora de un tren de mercancías. La locomotora y dos vagones descarrillaron. Murieron el maquinista y Jumbo.

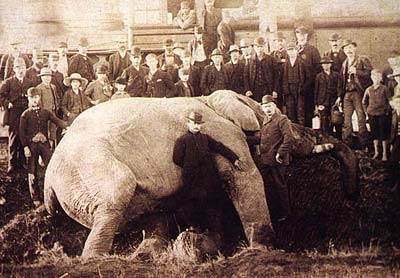
Jumbo tras chocar con una locomotora el 15 de septiembre de 1885 en St. Thomas, Ontario.

## Tras la muerte
Barnum hizo que se diseccionase al animal. Su esqueleto fue donado al American Museum of Natural History de Nueva York. Entonces adquirió a través de su agente en Londres la elefanta Alice y organizó un espectáculo itinerante conjuntamente con Jumbo disecado en la que se la mostraba como la «novia de luto». Más tarde donó a la Universidad Tufts de Medford, Massachusetts, el Barnum Museum of Natural History, conocido como Barnum Hall, en el que desde 1889 se exhibió permanentemente a Jumbo como mascota estudiantil. El 14 de abril de 1975 se produjo un incendio que consumió los restos de Jumbo. Se conserva un fragmento de su cola en los archivos del Tufts College y sus cenizas están guardadas en un tarro de mermelada de cacahuete Peter Pan Crunchy, de catorce onzas, en el despacho del director deportivo. 

## Acogida del público
La atención sin precedente que le prestó la prensa tanto en Gran Bretaña como, particularmente fomentada por Barnum, en los Estados Unidos, hizo de Jumbo «giant pet of two nations» (mascota gigante de dos países) y engendró ya en vida del elefante muchas leyendas. Las propias publicaciones de Barnum, que inspiraron muchas otras, y la presencia de Jumbo en la red—junto a los elefantes circenses Topsy (f. 1903) o Mary (f. 1916)—han originado muchas, o han alterado las que ya existían.

### Leyendas
La dirección del zoológico de Londres, ante la indignación nacional, le restó importancia a la venta de Jumbo en 1882, según se cuenta. Hicieron que se anunciase que habían tomado la alta suma ofrecida en el cheque por una broma. Está documentada una sátira en la que se sugería que se prefería que el primer ministro comprase a Jumbo. Los niños habrían recogido dinero para la recompra del elefante.
Para su partida hacia Nueva York sus simpatizantes aportaron cestas de fruta y de dulces con champán como provisiones para el viaje en barco, y también barricas de whisky, de las que Jumbo supuestamente tomaba un galón al día para evitar el resfriado.

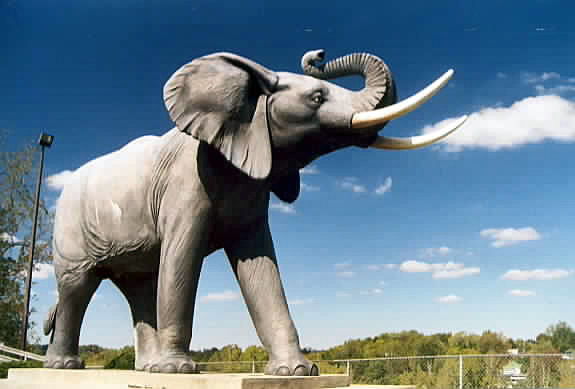
Monumento en St. Thomas, Ontario, 1985.

El accidente que causó su muerte, que se produjo porque Jumbo no pudo apartarse del tren de mercancías que se aproximaba, fue enriquecido por los testigos, que dieron lugar a diferentes versiones. El guardagujas de la estación de St. Thomas dijo que quedó tan fascinado con el animal que olvidó cambiar de agujas. Barnum divulgó la versión de que Jumbo había corrido a las vías a salvar a su amigo, el pequeño elefante Tom Thumb, del tren. Le habría empujado en el último segundo fuera de los raíles, muriendo Jumbo en su lugar. Tras la colisión viviría lo suficiente como para, en un último suspiro, abrazar a su cuidador con la trompa.
En el festín con ocasión de la entrega del esqueleto en Nueva York, se tomó gelatina que según Barnum se había preparado a partir de polvo de los colmillos de Jumbo triturados. Cada invitado se pudo llevar a su casa una pequeña pieza hecha con los colmillos de Jumbo. El Museo Británico reclamó uno de estos recuerdos.

### Fama

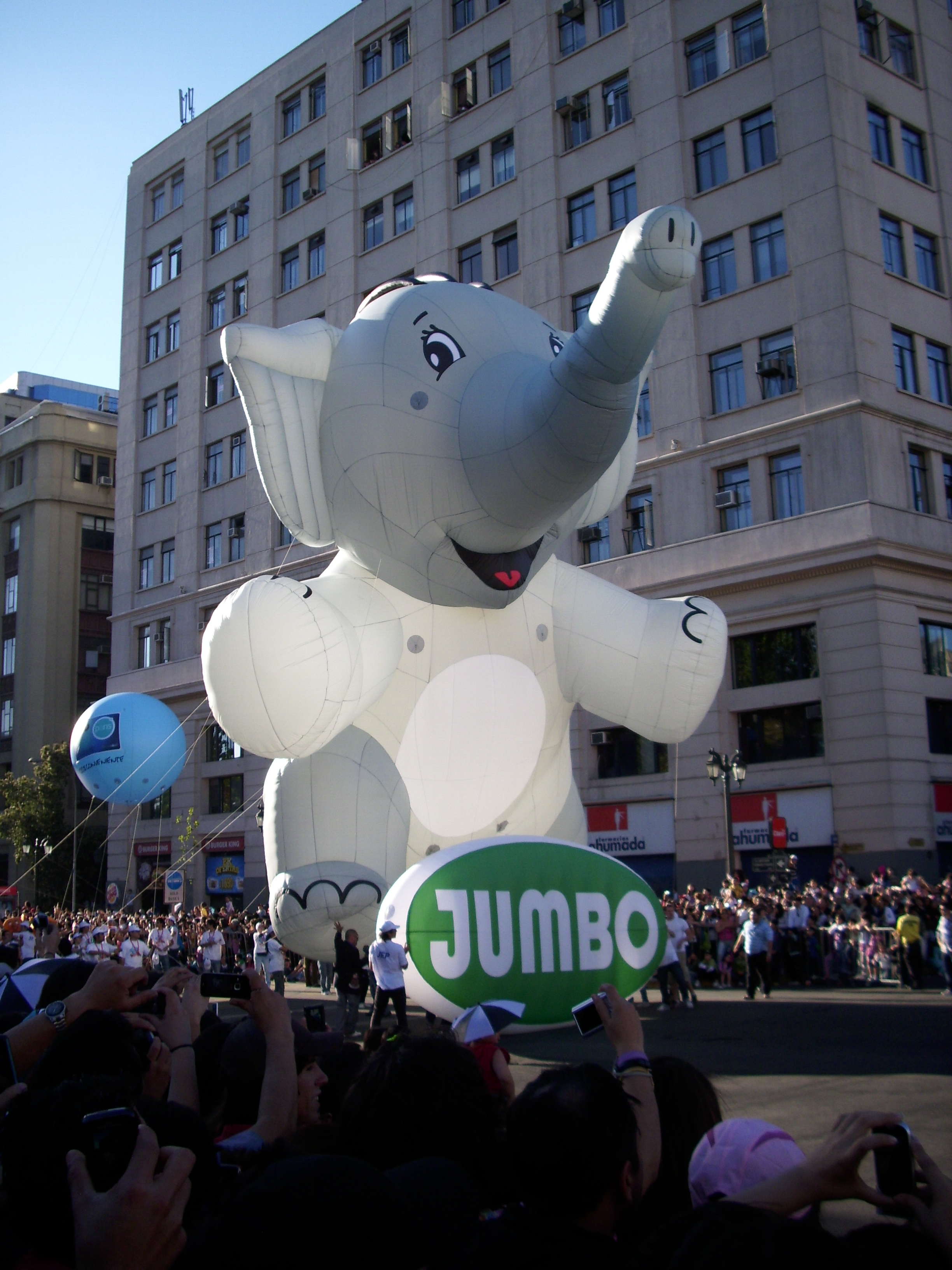
Un globo gigante de Jumbito, el elefante mascota de la cadena Jumbo, en Santiago de Chile.

«Jumbo, giant pet of two nations», como se le llamaba, «ha quedado inmortalizado, de la misma forma que le ocurrió a Abul Abbas hace más de mil años: su nombre se usa diariamente no solo como referencia al elefante por excelencia, sino también para todo lo que es extraordinariamente grande pero simpático.»
Walt Disney logró que Jumbo volase en su película animada de 1941: Dumbo agitaba fuertemente sus grandes orejas para poder alzar el vuelo. 
La palabra Jumbo-Jet se emplea internacionalmente como sinónimo del Boeing 747, un gran avión estadounidense. Walter Höllerer opinó en 1979, que los Estados Unidos habían encontrado en Jumbo «por fin un animal lo suficientemente grande para su país». Además de los varios modelos de aviones llamados Jumbo por su enorme tamaño.
En Chile, el empresario Horst Paulmann fundó su cadena de hipermercados denominándola Jumbo, siendo su mascota un elefante llamado Jumbito, basándose en el elefante neoyorkino. Actualmente Jumbo es una de las cadena de supermercados más importantes de Chile, Argentina y Colombia, siendo además el ícono de la cadena.